# Fisherton (Rosario)
Fisherton es un barrio tradicional situada en la zona oeste de la ciudad de Rosario, Argentina, que a lo largo del último siglo ha ido construyendo un perfil con entidad propia respecto a los otros barrios rosarinos. A lo largo del mismo pueden encontrarse viviendas con estructuras inglesas debido a la historia y los comienzos del barrio Fisherton.

## Historia
En 1888 comenzó a construirse en el extremo Noroeste de la ciudad de Rosario en virtud de directivas del Ferrocarril Central Argentino un barrio suburbano destinado a ser habitado por el personal jerárquico británico de esa empresa. En ese mismo año el Ferrocarril había adoptado dos medidas concomitantes e importantes para el futuro del barrio. La primera es el tendido de una doble vía entre la estación terminal Rosario Central y la estación Tortugas, para poder encauzar más cómodamente el creciente tráfico de trenes. La segunda y fundamental medida es la construcción de una estación intermedia entre las de Ludueña y Funes, para que sirviera de retén de convoyes cuando el tráfico ferroviario hacia el puerto fuera (especialmente en época de cosecha) de gran intensidad.
El 27 de julio de 1889, se funda oficialmente el “Pueblo Fisherton”. En torno a esa estación fueron estableciéndose los primeros pobladores. A principios del siglo XX nuevos planes de urbanización dieron al barrio su diseño definitivo. Tres calles de amplias veredas parquizadas, contiguas y paralelas hacia el norte de la vía férrea tejieron con sus transversales, la trama donde en amplios solares se fueron edificando las mansiones del personal jerárquico de la empresa ferroviaria. El nombre de esas calles: Mórrison, Bulevard Ferrocarril Central Argentino (actualmente acotado a Bulevard Argentino) y Brassey, remiten sin dudas a la empresa ferroviaria, al igual que el nombre por el que será conocido el barrio: Fisherton evoca en su denominación al ingeniero Henry Fisher, inglés y principal representante por largos años de los intereses del Ferrocarril Central Argentino en la ciudad de Rosario, y el barrio se nombró siguiendo la costumbre inglesa de fundar una ciudad y anexarle una terminación germánica (-ton, -ham, -burg, -dun, -ville, -field) a una característica de la zona, o directamente al nombre del fundador.
La Iglesia católica "Cristo Rey", en Brassey y Wilde, es pequeña, muy típica en su estilo inglés: ladrillo visto y techos de zinc. Fue construida en 1925 y tuvo durante muchos años la impronta de un cura notable, el padre Rolando Batallés que hasta su desaparición en un accidente aéreo en la década de 1960 intentó mejorar la condición de los sectores más humildes del barrio, bregando para que a ellos llegaran también las condiciones que eran excluyentes de los más privilegiados. Fruto de esa prédica es la creación por Batallés de la escuela Stella Maris.

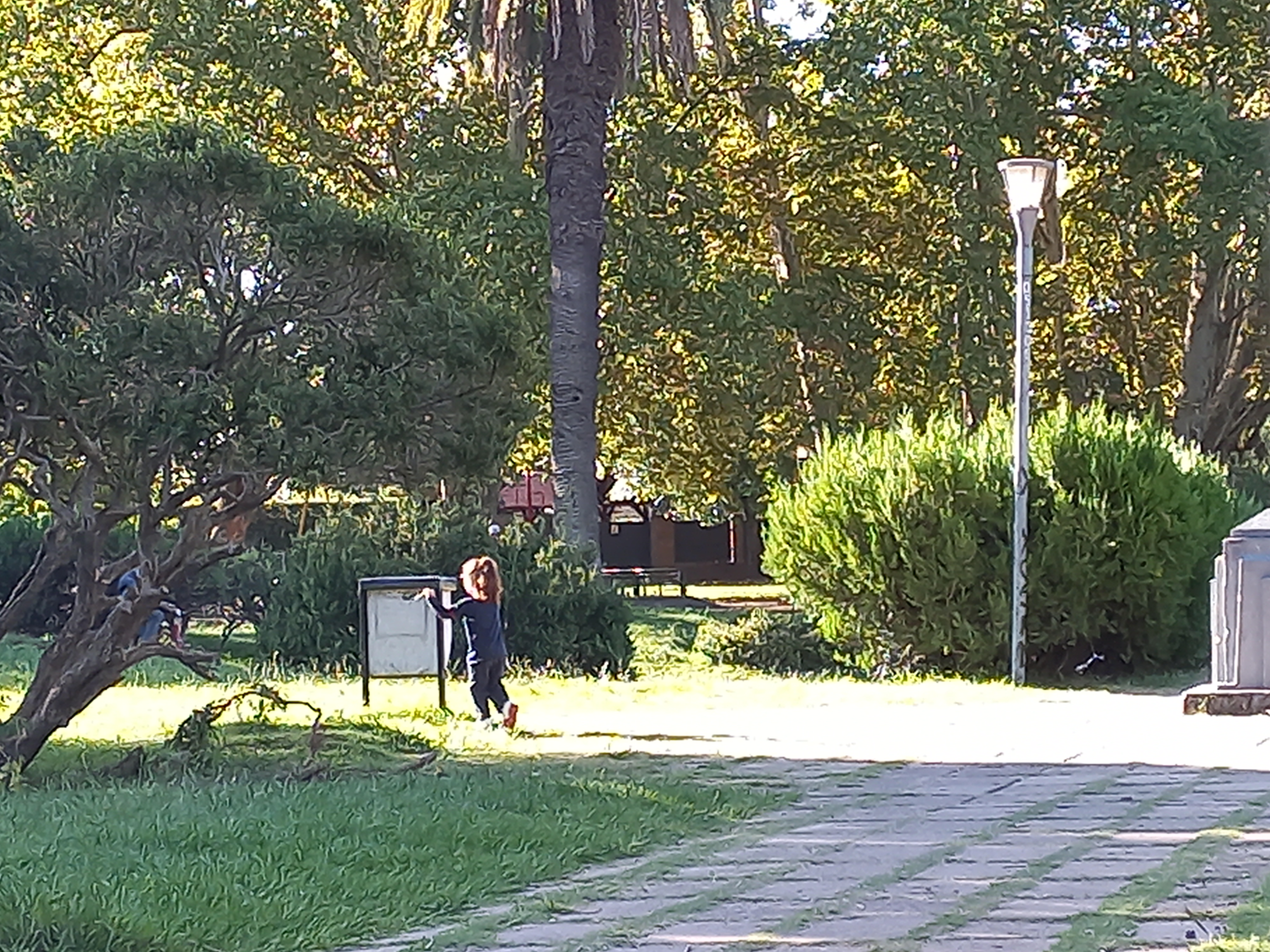
Vista de la plaza Vicente López y Planes desde su extremo sur

A pocos metros de la iglesia Cristo Rey se ubica la plaza Vicente López y Planes (antiguamente plaza Victoria). La misma presenta un original diseño ya que se encuentra girada a 45° respecto de la cuadrícula del barrio rompiendo con la uniformidad el trazado. Este espacio verde permite acceder a las distintas arterias tradicionales del barrio a través de los senderos peatonales que lo atraviesan diagonalmente.

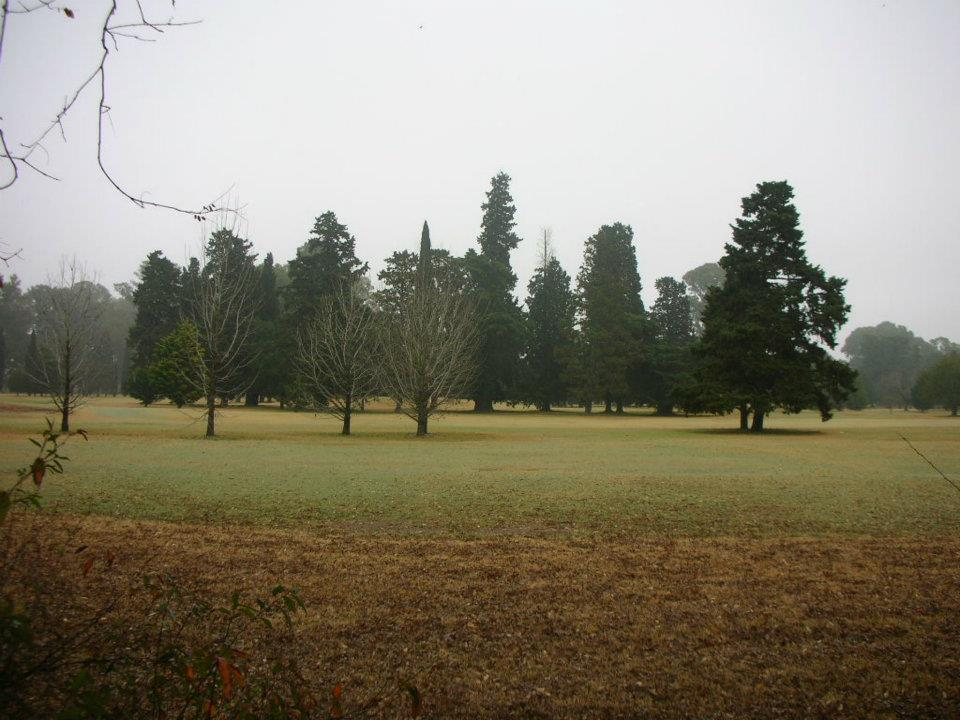
Cancha de golf en Fisherton

Es uno de los barrios más privilegiados de Rosario junto con barrio Martin y Alberdi. Durante la presidencia de Juan Domingo Perón se intentó cambiar el nombre del barrio a "Antártida Argentina". Sin embargo, este cambio no tuvo mucho éxito, y hasta el día de hoy el barrio sigue siendo conocido como Fisherton. Sin embargo, el nombre sí quedó instalado para la emblemática estación de trenes del barrio, la otrora Estación Fisherton. Desde entonces tuvo ésta el nombre de "Antártida Argentina", y aunque haya quedado hace tiempo en desuso, perdura actualmente el cartel que la identifica. La estación funciona actualmente como un centro cultural.
Tiene importante actividad social en los clubes Unión Americana, Social Fisherton, Atlético Fisherton, La Lata y Jockey Club. El Rosario Golf Club está al final de la calle Morrison. Al trasponer su entrada, se va sobre una calle arbolada por añosos eucaliptus. Para ingresar a la sede del club se traspone un pequeño puente sobre el arroyo Ludueña.

## Fisherton hacia la década de 1930
De calle Córdoba hacia el norte, Fisherton era hasta la década de 1930 un espacio ambiguamente rural, ambiguamente urbano. Precisamente la calle Córdoba (cuyo trazado íntegro hasta el centro solo se terminó en 1932) fungía de lugar de encuentro de los habitantes que ocurrían a ella desde el inmediato hinterland semirrural.
Los rieles del tranvía 17 unían a Fisherton, casi pueblito suburbano con el centro de la ciudad en un trayecto que discurría por Córdoba, Provincias Unidas, Mendoza, Constitución, San Luis hasta Sarmiento. También el Ferrocarril Central Argentino brindaba un excelente servicio de trenes locales que cada media hora unían la Estación Antártida Argentina con la Terminal Rosario Central.
Hay, en esas cuadras adoquinadas de calle Córdoba que principiaban en Donado y culminaban doblando por Bulevar Gálvez (actual Wilde) frente a la estación, un centro de sociabilidad fogoneado por los pequeños comercios y servicios establecidos familias de indudable origen inmigratorio italiano que en las dos décadas anteriores habían llegado como tantos, “per fare L’América”. Eran estos los Pasquinelli, Garbagnolli, Bonaudi, Cesaretti, Debernardi, Baiocchi, Munilli, Ripani, Patriarca, etc. Marcaban una impronta itálica que se diferenciaba claramente del otro Fisherton, cercano en distancia física pero lejano en término de clase: el de las privilegiadas familiar anglo irlandesas que moraban los amplios lotes de Bulevard Argentino o Brassey, la mayoría de cuyos cabeza de familia eran prominentes jerarcas del Ferrocarril Central Argentino
En esos años el loteo de las pequeñas chacras, quintas y tambos esparcidos entre el actual Fisherton hacia norte y el arroyo Ludueña hacia el suroeste, fue dando lugar a un proceso de urbanización.

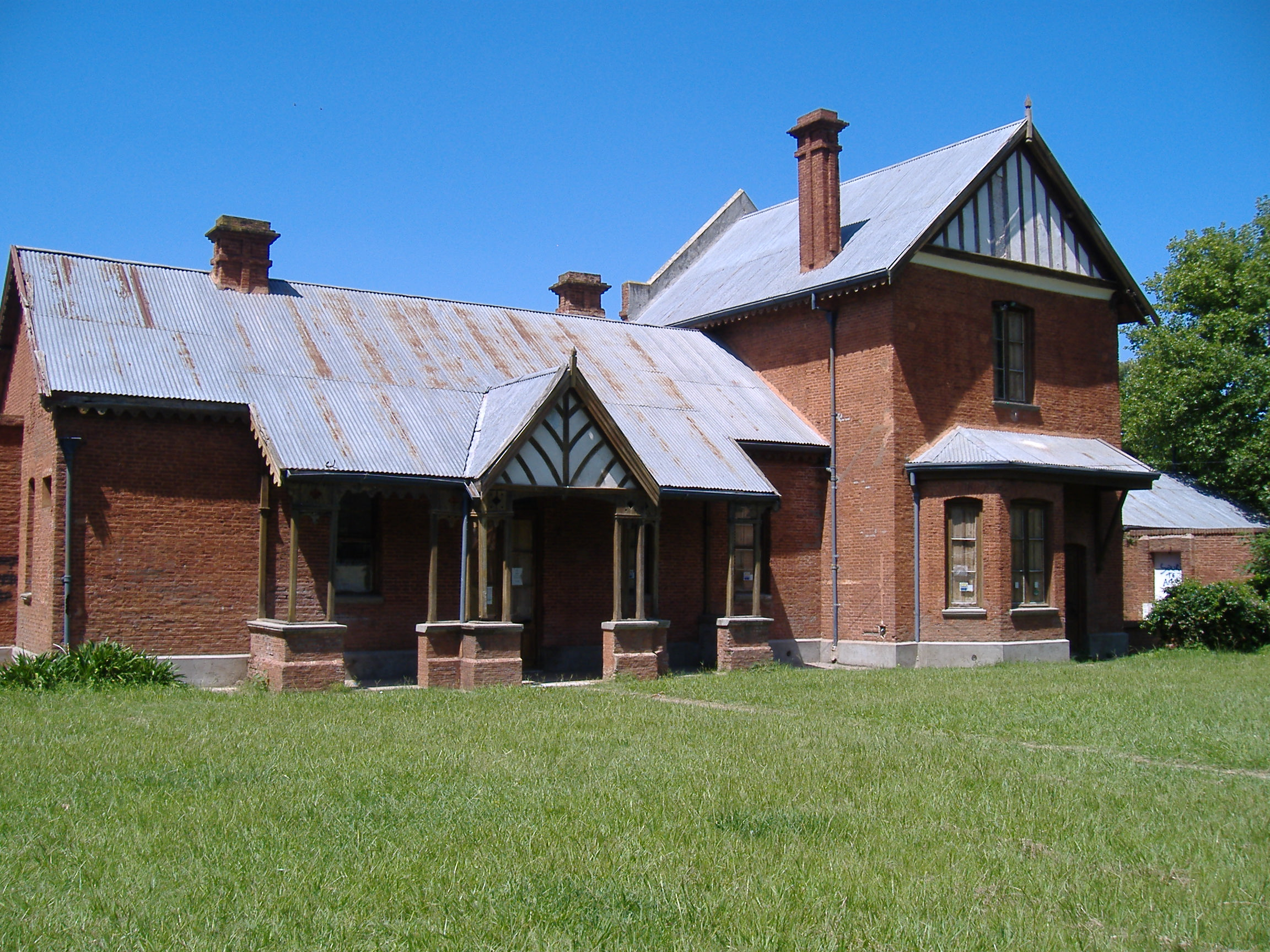
Estación Antártida Argentina.

 La Estación Antártida Argentina obró de hito diferenciador del paisaje, hacia ‘un lado’ las casas de los ‘jefes’ del ferrocarril con características que lo acercan a los actuales barrios ‘cerrados’: pautas de construcción semejantes, mensajería y diario de edición propia entre otras. Hacia el otro las viviendas de los trabajadores, muchos del ferrocarril. Entre los recortes identitarios de esta zona el Prado del Centro Asturiano inaugurado en 1928 se constituye, al igual que la estación ferroviaria, en un ámbito emblemático que contribuye a construir un ‘borde’ de pertenencia sociocultural.

## Establecimientos educativos
Hay en Fisherton varios colegios, entre los que se destacan:
- Escuela N.º 147 Pcia de Entre Ríos (La más antigua del barrio, es una escuela estatal)
- Escuela N.º 6386 Cayetano Silva (creada en 1953, la ex Nacional 386 es una escuela estatal)
- Stella Maris (colegio religioso y privado)
- Instituto Fisherton de Educación Integral (colegio privado)
- Gabriela Mistral (escuela estatal)
- José María Puig 632(escuela provincial)desde 1967 en calle La República 8050
- Colegio Los Arroyos (colegio religioso y privado)
- Instituto Adventista del Rosario (colegio religioso y privado)
- Escuela N.º 3032 "Familia de Dios" (colegio religioso y privado)
- Colegio Mirasoles (colegio religioso y privado)
- Colegio Biró (Colegio privado)

## Iglesias
En lo que respecta a iglesias, se destacan entre las católicas, la Asunción de la Virgen María (Conocida como la Vicaria), Stella Maris y el convento de Fátima. Además la zona cuenta con varios templos evangélicos, algunos de ellos con tanta antigüedad y prosapia como la que ostenta la parroquia Cristo Rey (Católica), que desde el año 2006 se ha estado ampliando y restaurando, terminándose así en el mes de noviembre de 2009 con fecha de inauguración para el 22 de noviembre de 2009, a la cual asistieron cientos de habitantes de Fisherton y el intendente de Rosario junto a otras autoridades municipales.

## Sitios de interés
- Estación Antártida Argentina (Morrison 8197).
- Instituciones educativas (Av. Brassey 8200).
- Capilla y plaza (Av. Brassey 8198).
- Argentino (Bv. Argentino y Tarragona).
- Instituto Fisherton de Educación Integral (Av. Morrison 7971).
- Club Atlético Fisherton (Chassaing 1650).
- Almacén de Ramos Generales (Eva Perón 7902).
- Jockey Club (Eva Perón y Wilde).
- Rosario Golf Club (Av. Morrison 9900).